# ホッジ301

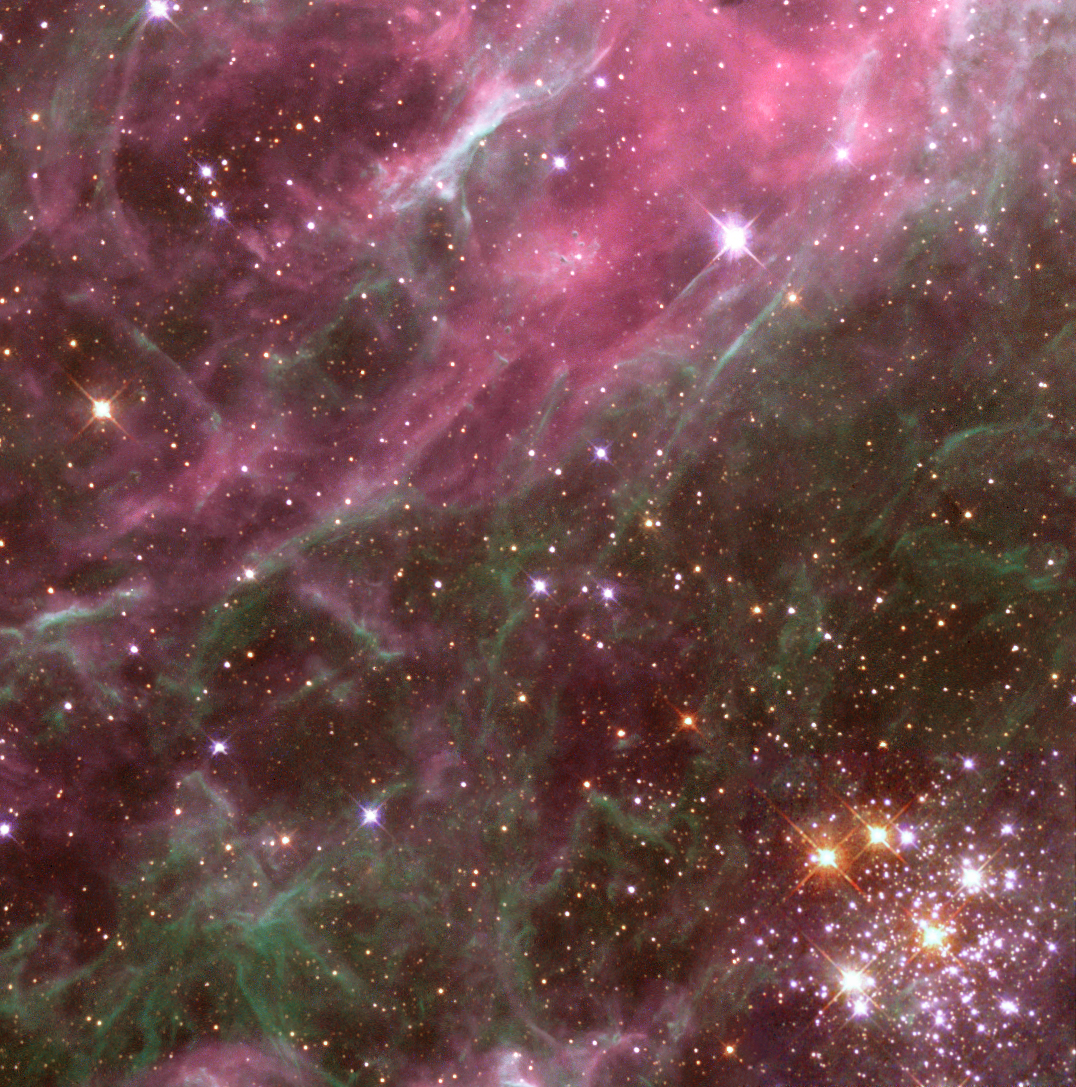
タランチュラ星雲中のホッジ301（右下）

ホッジ301（Hodge 301 ）は、地球の南半球から観測できる、タランチュラ星雲にある散開星団である。星雲と星団は地球から約16万8000光年の距離にある大マゼラン雲の中に位置する。
ホッジ301と星団R136は、タランチュラ星雲の中にある代表的な星団であり、この領域は数千万年前から星形成が盛んに行われてきた。R301は星雲の中心付近にあり、ホッジ301は地球から見て北西に約150光年離れた位置にある。ホッジ301は、現在の星形成の初期にできたと考えられ、2000万歳から2500万歳と推定されており、R136より何十倍も古い。
ホッジ301が形成されて以来、少なくともその中の40個の恒星が超新星爆発を起こし、星雲中にガスとX線を撒き散らしたと推定されている。一方、若いR136では、まだ超新星爆発を起こした恒星はないが、周囲のガスを吹き飛ばす強い恒星風を吹かせていると考えられている。